# Anisia trifilata
Anisia trifilata là một loài ruồi trong họ Tachinidae.